# Словения на «Евровидении-2011»
Национальный отбор песни на Евровидение 2011 прошёл 27 февраля посредством конкурса «EMA 2011». Победителем была выбрана молодая певица из Марибора Майя Кеуц.

## EMA 2011
Конкурс был организован радиовещательной компанией РТВ Словения (RTV Slovenija) 27 февраля. Впервые на роль ведущего был приглашён молодой актёр Клемен Слаконья. В состав профессионального жюри вошли: известная телеведущая Мойца Мавец, словенская певица и участница Евровидения в 1995 и 1999 году Дарья Швайгер, и хорватская певица, участница Евровидения 2006 Северина Вучкович. За путёвку в Дюссельдорф боролись 10 исполнителей, среди которых был участник Евровидения 2005 Омар Набер и занявшая 2 место на «EMA 2010» Нина Пушлар. Путём голосования жюри из 10 участников были определены две исполнительницы, которым предстояло выступить второй раз в суперфинале.
| Номер | Исполнитель                             | Песня                   |
| ----- | --------------------------------------- | ----------------------- |
| 1     | Rock Partyzani                          | «Time for revolution»   |
| 2     | Tabu                                    | «Moje luči»             |
| 3     | Нина Пушлар                             | «Bilo lepo bi»          |
| 4     | Майя Кеуц                               | «Vanilija»              |
| 5     | Feliks Langus                           | «Disko raj»             |
| 6     | LeeLooJamais                            | «Slovenka»              |
| 7     | Април                                   | «Ladadidej»             |
| 8     | Sylvain, Mike Vale feat. Hannah Mancini | «Ti si tisti»           |
| 9     | Time to Time                            | «Pravi čas»             |
| 10    | Омар Набер                              | «Bistvo skrito je očem» |

По результатам телеголосования Майя Кеуц одержала убедительную победу в суперфинале, и именно она получила возможность представлять Словению на конкурсе Евровидение 2011.
| Номер | Исполнитель | Песня       | Голоса телезрителей | Место |
| ----- | ----------- | ----------- | ------------------- | ----- |
| 1     | Април       | «Ladadidej» | 11993               | 2     |
| 2     | Майя Кеуц   | «Vanilija»  | 28908               | 1     |

## Евровидение
После национального отбора песня на словенском языке «Vanilija» была заменена на англоязычный вариант «No One». Майя Кеуц успешно выступила во втором полуфинале 12 мая 2011 года, заняв 3 место со 112 баллами, что позволило ей попасть в финал.  Набрав 96 баллов (в том числе 5 от России), Майя Кеуц финишировала на 13 позиции.